# Hendrick Avercamp

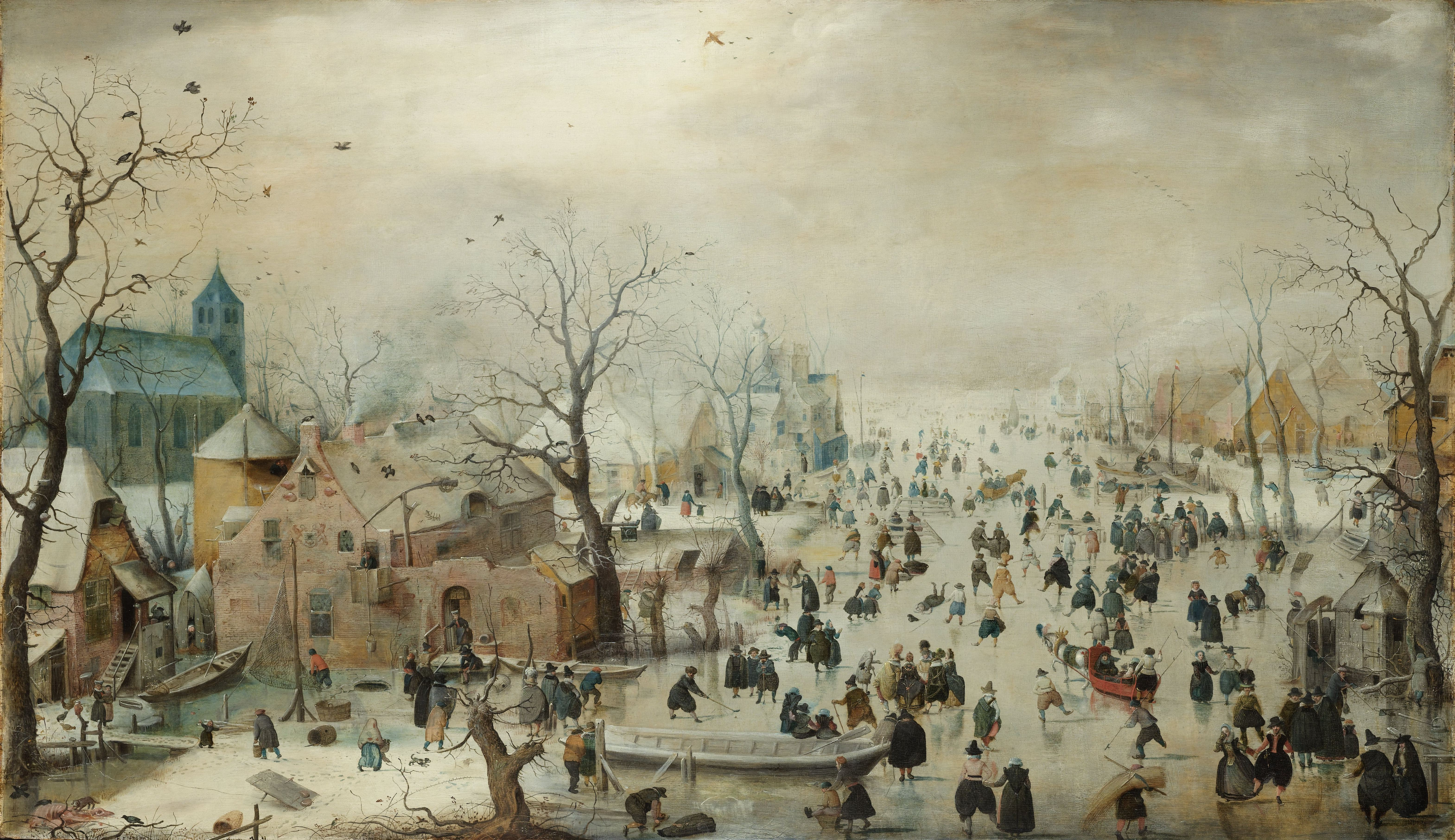
Pejzaż zimowy z łyżwiarzami

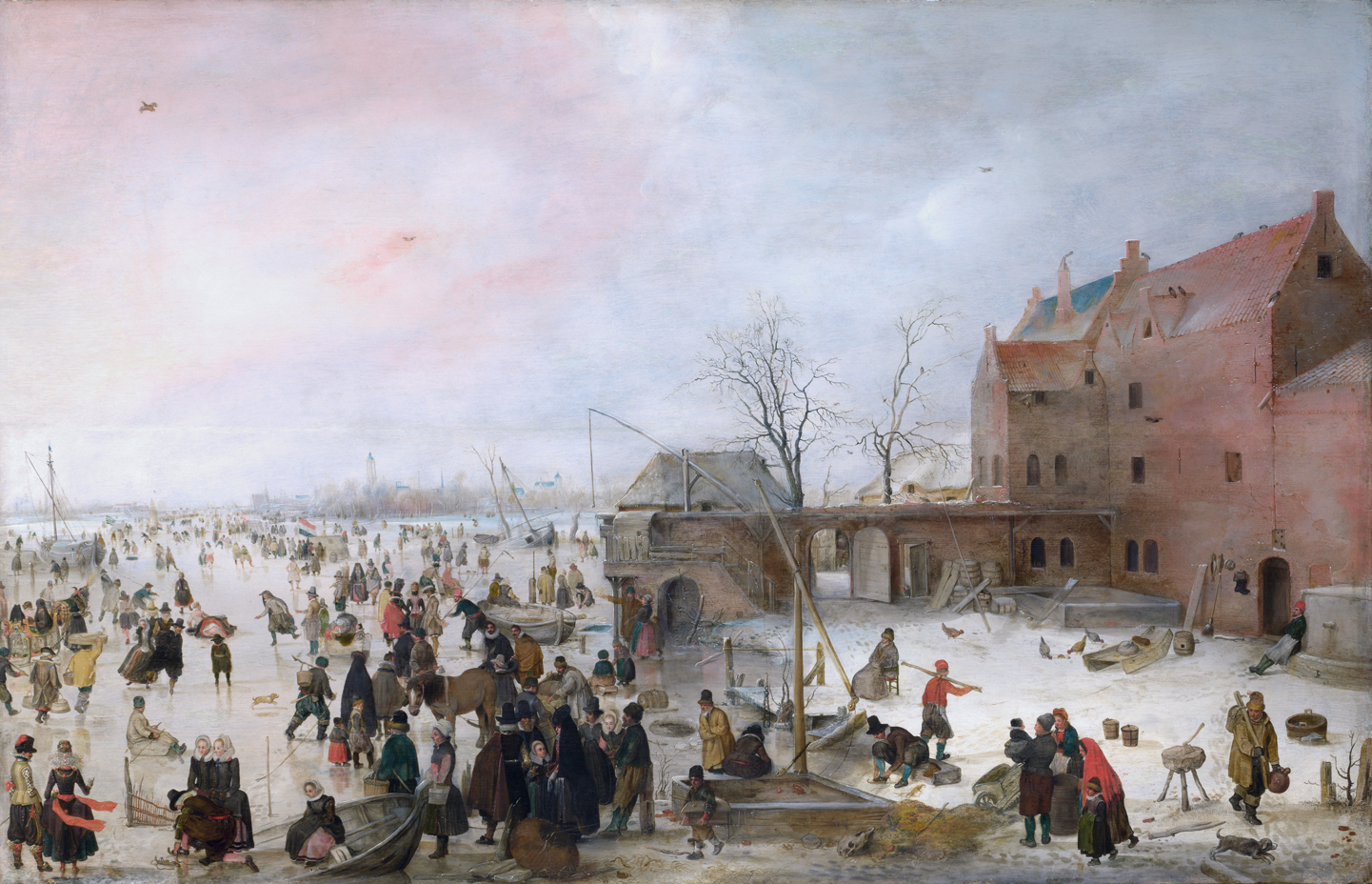
Scena na lodzie pod miastem, 1610

Hendrick Avercamp (ochrz. 27 stycznia 1585 w Amsterdamie, poch. 15 maja 1634 w Kampen) – holenderski malarz, pejzażysta.

## Życiorys
Był głuchoniemy od urodzenia, nazywano go Niemową z Kampen. Mając zaledwie rok, w 1586 przeniósł się wraz z rodziną do Kampen, gdzie jego ojciec został miejskim aptekarzem, a później lekarzem. Malarstwa uczył się w Amsterdamie u Pietera Isaacszoona, holenderskiego manierysty. Możliwe też, że był uczniem Davida Vinckboonsa i Gillisa van Coninxloo. Wrócił do Kampen w 1609 lub 1613 i pozostał tam do śmierci. Bratankiem i uczniem malarza był Barent Avercamp.

## Twórczość
Avercamp malował głównie realistyczne sceny rodzajowe inspirowane twórczością Pietera Bruegla starszego. Specjalizował się w scenach zimowych; jego prace charakteryzują się stonowaną, ale bogatą kolorystyką i doskonale oddaną perspektywą. Najczęściej przedstawiają duże grupy niewielkich postaci, zwykle łyżwiarzy, na tle zimowego krajobrazu okolic Kampen. Malował też portrety, obiekty architektoniczne i mariny. Tworzył obrazy olejne, akwarele i gwasze. Jego malarstwo wywarło wpływ na twórczość takich artystów, jak Arent Arentsz., Esaias van de Velde, Anthonie Verstraelen czy Régis François Gignoux.
Twórczość artysty stanowi łącznik pomiędzy pejzażem dekoracyjnym takich twórców jak David Vinckboons i realizmem holenderskim reprezentowanym m.in. przez Jana van Goyena i Esaiasa van de Velde. Spotyka się opinie, że Avercamp stworzył nowy gatunek holenderskiego pejzażu panoramicznego.

## Ważniejsze dzieła
- Pejzaż zimowy z łyżwiarzami, 1608, olej na desce 87,5 × 132 cm, Rijksmuseum, Amsterdam
- Scena na lodzie pod miastem, 1610
- Scena na lodzie